# گورکی (استان اوپوله)
گورکی (به لاتین: Górki) یک روستا در لهستان است که در گمینا پروشکوو واقع شده‌است. گورکی ۶۸۰ نفر جمعیت دارد.